# Tonari no Kaibutsu-kun
Tonari no Kaibutsu-kun (となりの怪物くん lit. El monstruo de al lado?), también conocida como El monstruo de al lado en España y My Little Monster en Latinoamérica, es un manga japonés de comedia romántica escrito e ilustrado por Robico. La historia se centra en la relación de una joven llamada Shizuku Mizutani y un chico llamado Haru Yoshida. Comenzó su serialización en la revista shōjo Dessert de la editorial Kōdansha desde el 23 de agosto de 2008 hasta el 24 de junio de 2013. Una adaptación a serie de anime fue anunciada en julio de 2012 por la revista Dessert. Es producida por el estudio Brain's Base, bajo la dirección de Hiro Kaburaki y Noboru Takagi como supervisor del guion.
De acuerdo al sitio oficial del anime, una nueva OVA fue anunciada para acompañar al manga en su volumen final, el número 12, que fue lanzado en el verano del 2013.

## Argumento
Tonari no Kaibutsu-kun se centra alrededor de Shizuku Mizutani, una joven a la que solo le preocupan sus estudios y planes para el futuro; y un joven llamado Haru Yoshida, quien se sienta junto a Shizuku en clase pero que no asiste a la escuela debido a una pelea en el primer día de clases. Desde ese entonces, Haru no volvió a asistir ni una sola vez a la escuela debido a que fue suspendido injustamente. Por casualidad, Shizuku es enviada para entregarle unos apuntes, lo que lleva a Yoshida a creer que ella quiere ser su amiga. Este es el inicio de una extraña amistad y romance que florecen entre una seria y calculadora chica y un problemático e inocente chico.

## Personajes

### Principales
Shizuku Mizutani (水谷 雫 Mizutani Shizuku?)
Seiyū: Mariya Ise (CD drama), Haruka Tomatsu(anime)
```
[
7
]
```

Es la protagonista femenina de la historia. Es una estudiante que solo está interesada en estudiar y obtener las mejores calificaciones en la clase. Ella se encuentra con Haru Yoshida por primera vez cuando le va a entregar unos apuntes. A partir de eso, y a medida que se va relacionando con él, su perspectiva de la vida cambia, comenzando a experimentar cosas fuera del estudio y sentimientos que nunca antes había sentido.
Haru Yoshida (吉田 春 Yoshida Haru?)
Seiyū: Kenichi Suzumura (CD drama), Tatsuhisa Suzuki (anime)
Es el protagonista masculino. Él es un estudiante de secundaria que se sienta junto a Shizuku en clase. A pesar de ser un creador de problemas, es un chico apasionado que ayuda a los demás y tiene un excelente talento para alcanzar notas altas prácticamente sin esfuerzos. Sus aptitudes para el estudio son tales que en el capítulo 5 él mismo confiesa que cuando faltó los 3 años de secundaria estaba tan aburrido que se estudió todo el contenido de secundaria y preparatoria aprendiendo todo. No le gusta ir a la escuela porque la mayoría de la gente lo ve como una amenaza y le tienen miedo, haciendo que se sienta incapaz de hacer amigos de verdad. Después de conocer a Shizuku, él la toma como su primera verdadera amiga y comienza a asistir a la escuela, enamorándose de ella en el proceso. También se mantiene en compañía de un gallo llamado Nagoya y lo lleva a la escuela todos los días, a pesar de la desaprobación de su profesora. 
Asako Natsume (夏目 あさ子 Natsume Asako?)
Seiyū: Yuiko Tatsumi (CD drama), Atsumi Tanezaki (anime)
Estudiante de la misma clase que Shizuku y Haru. Se caracteriza por obtener constantemente malas calificaciones y no tener amigos fuera de la Internet. Tiene sobre todo una vida con sus amigos online debido a que en el pasado fue intimidada y marginada por sus compañeras de clase debido a su popularidad entre los chicos. Al principio le pide a Shizuku para que la ayude a estudiar para una prueba recuperativa con el fin de evitar unas clases de nivelación, ya que estas no le permitirían asistir a una reunión de su comunidad online y conocer a sus amigos en línea. Shizuku inicialmente se niega, pero Haru decide ayudarla a cambio de asistir a la reunión de la comunidad para hacer amigos. Sin embargo, ella tiene problemas para entender la teoría de Haru, causando eventualmente que Shizuku le enseñe. Natsume atesora mucho su amistad con Shizuku y Haru. A pesar de la diferencia de edad ella está enamorada de Mitsuyoshi, pero no pasa de eso. Natsume también ha demostrado ser buena para los deportes como se muestra en el capítulo 4 del anime.
Sōhei Sasahara (佐々原宗平二 Sasahara Sōhei?)
Seiyū: Nobuhiko Okamoto (CD drama), Ryōta Ōsaka (anime)
Compañero de clase de Shizuku, Haru y Natsume. Es una persona muy amable y confiable, incluso él mismo pide ser llamado Sasayan. Estudió en la misma escuela secundaria que Haru aunque este no se acuerde bien. Tiene muy buena relación de amistad con Natsume, aunque luego esto se convertirá en algo más. Juega béisbol en la escuela y es un conocido de Micchan en la tienda de bateo.
Kenji Yamaguchi (山口賢二 Yamaguchi Kenji?)
Seiyū: Daisuke Namikawa (CD drama), Takuma Terashima (anime)
Amigo de Haru, llamado por todos Yamaken. Es un muchacho que se ve bastante reservado y serio, adquiere relevancia en el anime cuando Shizuku comienza a tomar clases en un seminario al que Yamaken también asiste. Luego de una serie de acontecimientos, él llega a tener sentimientos de amor por Shizuku y eso le traerá problemas con Haru y los distanciará bastante. Él confiesa a Shizuku su amor y es rechazado, ella le dice que sean amigos pero él no lo acepta. Después de un tiempo reaparece y vuelve a intentar acercarse a ella, pero Shizuku le dice que ama a Haru y que sean amigos. Él lo acepta, pero en su corazón la sigue amando y continúa enamorado de ella. Tiene un hermana llamada Ino pero solo aparece en el manga.

### Secundarios
Yūzan Yoshida (吉田 優山 Yoshida Yūzan?)
Seiyū: Yūki Kaji (drama CD), Yūichi Nakamura (anime)
Hermano mayor de Haru, normalmente es evitado por casi todos los personajes del anime, a excepción de Mitsuyoshi. Cuando Haruka y Yuuzano eran pequeños solían llevarse bien, pero a medida que fueron creciendo su relación se fue desgastando poco a poco hasta llegar al punto de ser odiado por Haru. Es bastante misterioso y afirma odiar a Haru, diciéndole que preferiría que él no existiera. De apariencia, es muy parecido a Haru, pero tiene el cabello más largo y desordenado y es un poco más alto.
Chizuru Ōshima (大島 千づる Ōshima Chizuru?)
Seiyū: Saori Hayami (drama CD), Kana Hanazawa (anime)
Chizuru es la representante de su clase, según sus palabras fue elegida "por usar lentes". Ella fue salvada por Haru de un compañero de clase mayor, pero quedó sorprendida e intenta darle las gracias; más adelante ella se enamora de Haru. Su personalidad es más bien pesimista y tímida, y no comprende del todo los sentimientos que tienen Haru y Shizuku.
Mitsuyoshi Misawa (三沢 満善 Misawa Mitsuyoshi?)
Seiyū: Daisuke Ono (drama CD), Tomoyuki Higuchi (anime)
Primo de Haru y Yūzan, y propietario de la tienda de bateo donde entrena Sasayan. Haru generalmente lo llama afectivamente como "Mi-chan" (みっちゃん Micchan?). El actúa casi un padre para Haru, dándole hogar y mensualidad escolar. Natsume desarrolla sentimientos de amor hacia él, pero el lo rechaza por diferencias de edad.

## Media

### Manga
El manga es escrito e ilustrado por Robico y publicado en la revista Dessert de la editorial Kodansha. Fue publicado entre el número de septiembre de 2008 (publicada el 23 de agosto de 2008) y la edición de agosto de 2013 (publicado el 24 de junio de 2013). Desde entonces han sido recopiladas en 11 volúmenes. El volumen 12 se dará a conocer el 12 de agosto de 2013, y una serie spin-off seguirá en el número de octubre de la revista Dessert, publicado el 24 de agosto de 2013. Junto con el volumen 12 se incluirá un DVD especial que contiene un episodio adicional (OVA) del anime. La serie ha sido licenciada en Norteamérica por Kodansha Comics USA, que dará a conocer el primer volumen en marzo de 2014.

### Anime
Una adaptación a serie de anime fue anunciada en la edición de julio del año 2012 en la revista Dessert. La serie fue producida por Brain's Base, bajo la dirección de Hiro Kaburaki con Noboru Takagi como supervisor de guion. Se emitió entre el 2 de octubre y 25 de diciembre de 2012. Un episodio adicional (OVA) se dio a conocer en el volumen final del manga, el 12 de agosto de 2013.